# Cratere Pica
Pica  è un cratere sulla superficie di Marte.